# 青木亀塚古墳
青木亀塚古墳（あおきかめづかこふん）は、内裏塚古墳群に属する、千葉県富津市にある前方後円墳である。国の史跡への指定が答申されている（指定名称は「亀塚古墳」、史跡「内裏塚古墳群」のうち、官報告示を経て正式指定となる）。

## 古墳の概要
青木亀塚古墳は内裏塚古墳群の北西部にある。墳丘長は106メートルで、同じく106メートルの墳丘長とされる稲荷山古墳とともに古墳群内第3位の墳丘長を持つ古墳である。周濠を含めると全長126メートルと推定されている。墳丘は内房線青堀駅から富津岬を結んでいた軍用鉄道建設の際に一部が削られ、また畑地や宅地としても削られてしまっている部分がある。これまでの発掘調査から埴輪は検出されておらず、内裏塚古墳群内では三条塚古墳と並んで、前方後円墳終末期に造営された古墳と考えられているが、青木亀塚古墳は実際には古墳として使用されなかった可能性がある。

## 未完成の古墳か
青木亀塚古墳は、小糸川下流域の沖積平野にある、かつては砂丘であった海抜約8メートルの微高地上に造営されている。1963年、研究者によって初めて「青堀中学校校庭古墳」という名で古墳として紹介されたが、100メートルを越える墳丘の規模に比べ、前方部の高さが約5メートル、後円部に至っては約3.5メートルと墳丘の高さが低い上に、墳丘の状態にも乱れが見られ、実際に古墳であるのか否か疑問を持たれていた。
1989年12月から1990年2月にかけて行われた発掘の結果、青木亀塚古墳は前方後円墳であり、墳丘周囲には一重の周濠がめぐっていることが判明した。また古墳の規模の割に墳丘の高さが低いのは、墳丘が削られてしまったためである可能性が高いこともわかった。しかし後円部墳丘部分の発掘調査では、古墳の石室の痕跡すら検出されず、その上、墳丘の上に土を盛り上げた形跡も見当たらず、この古墳には実際に遺体を葬る石室が造られたのかという疑問が提出されることになった。また、当古墳の周濠内から奈良時代のものと考えられる住居跡も検出され、埴輪のない終末期前方後円墳と考えられる当古墳の造営から長期間が経過しないうちに、古墳墳丘のそばに住居が建てられた点も疑問とされた。
1996年7月には、墳丘前方部とその周囲をめぐる周濠の調査が行われた。その結果、前方部墳丘の角の部分を大きくカットされたかなり特異な形態をした墳丘であった可能性が高いことや、周濠の幅が狭いことが明らかになった。周濠の幅が狭い点は、房総半島の終末期前方後円墳である千葉県山武市にある大堤権現塚古墳との類似性が指摘されている。
また同じく1996年には当古墳前方部北側からも、古墳時代後期から奈良時代にかけての集落跡が検出され、当古墳のすぐ近くに古墳築造当初から住居があったことが判明し、実際に古墳として使用されたのかという疑問が更に深まることになった。
現在のところ青木亀塚古墳は未発掘の部分に埋葬施設が存在する可能性と、未完成のまま築造が中断されてしまった前方後円墳である可能性があるとされている。当古墳は全長100メートルを越え、墳丘の規模的には内裏塚古墳群の中でも盟主墳クラスの大きさであるが、その実態は解明されていない点が多い。